# 小樽商科大学大学院商学研究科・商学部
小樽商科大学大学院商学研究科（おたるしょうかだいがくだいがくいんしょうがくけんきゅうか）は小樽商科大学に設置されている研究科。
小樽商科大学商学部（おたるしょうかだいがくしょうがくぶ）は小樽商科大学に設置されている学部。

## 概要
小樽商科大学商学部は、1910年の「小樽高等商業学校」を起源とし、それ以来、商学＝ビジネスに特化した実学教育を提供している。
小樽商科大学商学部は、経済学科、商学科、企業法学科、社会情報学科の4学科を置き、教員が一方的に授業を行う従来の「受身的な学習」だけでなく、課題研究やプレゼンテーション、ディスカッションなどを通じて、学生が主体的に授業に参加する「能動的な学習〜アクティブラーニング〜」に力を入れている。
また、学生たちが、実際に小樽の街中に出て活動する「フィールドワーク」の授業科目もあり、大学で学んだ知識・理論や分析手法を実際に活用して、地域の活性化について地域の企業等と一緒に取り組む機会も用意されている。
学生たちが国際的感覚を身につけられるように留学制度も充実し、小樽商科大学の学生が、外国からの交換留学生と共に同じ教室で英語で履修する「グローバル教育プログラム」なども用意している。

## 組織
学部・学科
商学部
- 経済学科
- 商学科
- 企業法学科
- 社会情報学科

大学院
- 商学研究科
  - 現代商学専攻（博士前期・後期課程）
  - アントレプレナーシップ専攻（専門職学位課程（ビジネススクール））

## 刊行物
小樽商科大学は研究成果を発表する為に以下の刊行物を発行している。
- 「商学討究」

- 「人文研究」